# كلاوس بول
كلاوس بول (بالإنجليزية: Klaus Pohl)‏ (ولد عام 1960 وكان يلقب بـ كلاوس موسيجنوج (Klaus Mussgnug) في كارلسروه) وهو عالم حاسوب ألماني وأستاذ في هندسة نظم البرمجيات في جامعة دويسبورغ-إيسن. اشتهر بشكل رئيسي بعمله في هندسة المتطلبات وهندسة خط إنتاج البرامج.

## حياته وعمله
درس بول علوم الكمبيوتر من عام 1984 إلى عام 1988 في جامعة كارلسروه للعلوم التطبيقية وحتى عام 1989 في علوم المعلومات بجامعة كونستانز. حصل على الدكتوراه في عام 1995 وتأهل في عام 1999 من الجامعة التقنية الراينية الفستفاليةRWTH. بالإضافة إلى ذلك، عمل لسنوات عديدة كمهندس برمجيات ومطور برامج ومستشار.
كان كلاوس بول مدير لمعهد الرور لتكنولوجيا البرمجيات، وأستاذ لأنظمة هندسة البرمجيات في معهد علوم الحاسب ونظم المعلومات التجارية (ICB) في جامعة دويسبورغ-إيسن. وهو أستاذ مشارك في جامعة ليمريك، أيرلندا.
من عام 2005 إلى عام 2007، كان المدير المؤسس لمركز أبحاث ليرو - الأيرلندية لهندسة البرمجيات
وهو أيضًا عضو مؤسس لـ IREB e.V. (مجالس المتطلبات الدولية الهندسية). IREB وهي منظمة غير ربحية.
حصل بول على العديد من الجوائز بما في ذلك جائزة زميل الجمعية الألمانية للمعلوماتية في عام 2014.
ركز بول في اهتماماته البحثية على الأنظمة الرقمية والمتصلة، والمتطلبات الهندسية، والنظم القائمة على الخدمات، وهندسة خط منتجات البرمجيات.

## وصلات خارجية
- نصوص عن Klaus Pohl في فهرس مكتبة ألمانيا الوطنية
- Google scholar
- Klaus Pohl, Research Group Software Systems Engineering at University of Duisburg-Essen
- Publications, Research Group Software Systems Engineering at University Duisburg-Essen
- paluno – The Ruhr Institute for Software Technology